# Жътва (картина на ван Гог)
Жътва (на нидерландски: De oogst) е картина на нидерландския художник Винсент ван Гог нарисувана през юни 1888 година. Известна е още като „Прибиране на реколтата“

## История
През лятото на 1888 година ван Гог създава серия пейзажи с основна тема събирането на реколтата. Картината Жътва, която е част от тази серия е нарисувана от върха на хълма и представлява събирането на реколтата от селяните в полето и околностите на абатството Монмажур. В писмото до брат си Тео, Винсент пише, че му е трудно да изобрази лятото, но се е справил и е доволен от работата си. По същото време рисува и два акварелни ескиза на същата картина.
- „Жътва в Прованс и Монмажур“ (1888), акварел, Харвардски художествен музей
- „Жътва в Прованс“ (1888), акварел, частна колекция